# Тевау

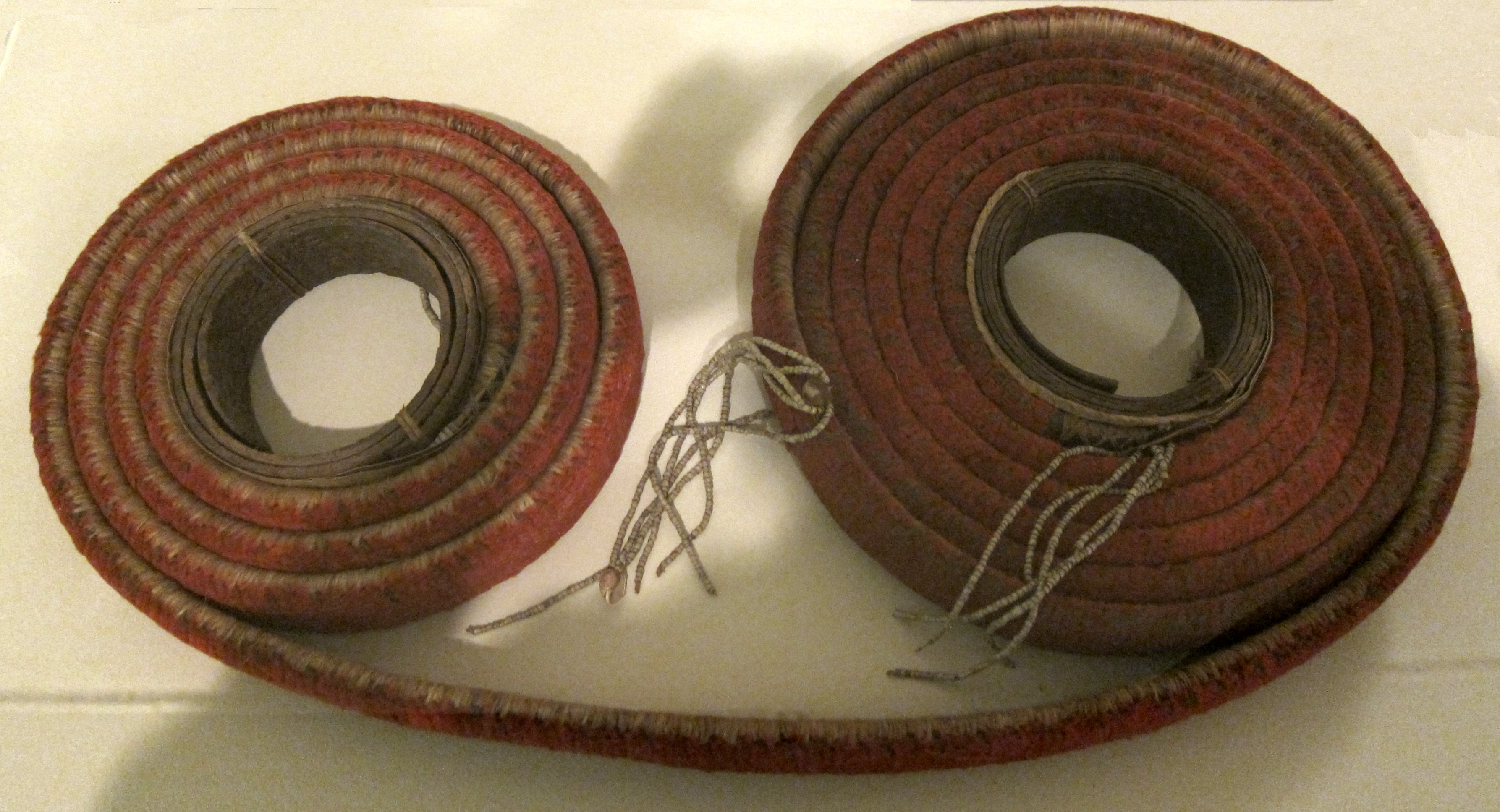
Тевау из художественного музея Гонолулу

Тевау (tevau, tau) — деньги из перьев птиц, которые использовались жителями тихоокеанского архипелага Санта-Крус (Соломоновы острова). Представляли собой 10-метровую полосу из растительных волокон, покрытую красными перьями кардиналовой мизомелы Myzomela cardinalis (Gmelin, 1788), поверх жёстких коричневых перьев голубя. Полоска хранилась свёрнутой в двойную катушку.
Тевау изготавливались только на островах Санта-Крус, но использовались в торговле с соседними архипелагами, добывающими перья птиц. Данное явление — это единственный известный случай, когда валютная система общества строилась на использовании перьев диких птиц. До тевау местные племена пользовались деньгами из ракушек моллюсков или простым обменом (бартером). Тевау, вероятно, не сразу возникли в качестве денег, а берут своё начало из нательных ремней, являющихся ритуальным украшением — в дальнейшем заменив предыдущую валюту. У полинезийцев и меланезийцев красный цвет являлся цветом богов и вождей (последние представлялись их земными воплощениями).

Для сохранения тевау их держали в тканевых мешках на особых платформах, которые устанавливали над очагом, чтобы дым защищал их от влаги и насекомых. Иногда для их хранения сооружались отдельные помещения, располагающиеся в удалении от жилых построек. Отдельные тевау сохранялись больше 150 лет, хотя красные перья относительно быстро становились тусклыми, утрачивая свой первоначальный яркий цвет, и отваливались, в результате чего катушка тевау снижалась в стоимости. 

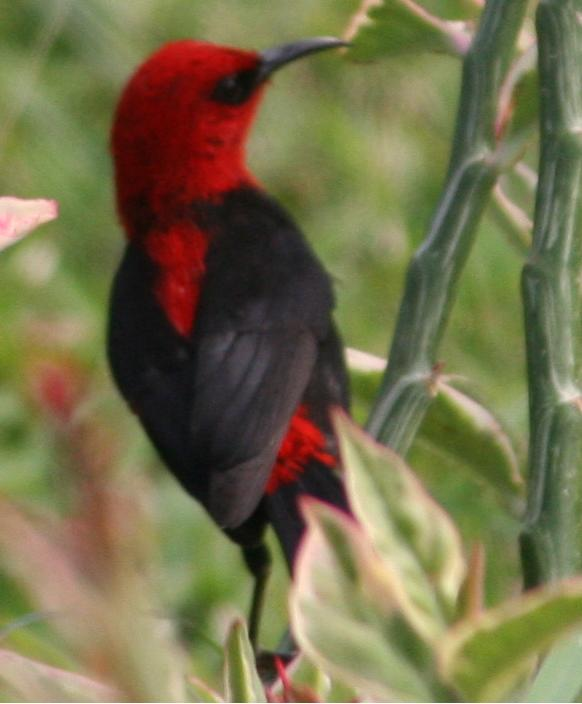
Самец Myzomela cardinalis, из красных перьев которого изготавливались тевау

Существовало как минимум 11 видов тевау различной степени ценности, в зависимости от их яркости и степени сохранности окраски, размера, а также веса. Наиболее дешёвые тевау изготавливались из чёрных перьев мизомел. За них возможно было приобрести, например, поросёнка. Дорогие красные тевау применялись только лишь при сделках с наибольшей стоимостью — за них приобретались океанические каноэ, жёны или проститутки — обычно таких девушек покупал вождь, чтобы они зарабатывали для него деньги. На острове Ваникоро стоимость жены достигала цены небольшого каноэ — 10 катушек тевау. На западных островах жены стоили дороже, потому что обладали наилучшими навыками в рыбалке, изготовлении каноэ и лазании на фруктовые деревья.
Ремесло изготовления тевау передавалось по поколениям от отцов к сыновьям, хотя за определённую плату в размере одной катушки тевау или сотню корзин с кокосами можно было пройти обучение. Мастерами, изготавливающими тевау, были обязательно лесные (а не береговые) жители, которые пользовались особым почётом и уважением. В 1932 году из 1500 жителей Санта-Крус лишь десять человек обладали необходимыми знаниями и умениями. Тевау изготавливались при помощи особых инструментов. Сам процесс изготовления сопровождался ритуальными обрядами и песнями. Над созданием одной катушки трудились три мастера, а сам процесс её изготовления занимал около года. Первый мастер занимался ловлей птиц и ощипыванием их. Второй изготавливал пластинки («lendu»), приклеивая на растительные волокна перья голубей с помощью растительного сока. Необходимо создать 1500—1800 пластинок для создания одной катушку тевау. Затем на катушку наклеивалось 50-60 тысяч маленьких перьев. Затем пластинки относили к третьему мастеру, собиравшему их воедино, с целью сформировать практически 10-метровую ленту и закрутить её в спираль.
Ловлей птиц занимались особые охотники, которые после соблюдения ритуального поста уходили в лес и расставляли ловушки, которыми служили двухметровые бамбуковые палки с привязанными к ним небольшими веточками. Ветку покрывали липким соком японского бумажного дерева. На верхушку палки привязывали живую мизомелу. Пока охотники скрывались в засаде, дикие мизомелы, привлечённые к ловушке, садились на ветку и прилипали к ней. Иногда живую птицу-приманку заменяли на искусственную, и тогда сам охотник имитировал песню птицы. Далеко не все перья мизомел добывали на островах Санта-Крус, так как на соседних островах также было множество других охотников. Упакованные в половинки кокоса перья были самостоятельной валютой, их свозили также с других островов для изготовления тевау либо обмена на различные товары. Для изготовления одного тевау необходимо было ощипать 400—600 самцов кардиналовой мизомелы, ведь красные перья у них располагаются только на голове, груди и спине. По подсчётам, для изготовления тевау в год убивали около 20 тысяч самцов.
На протяжении XX века, в связи с активной миссионерской деятельностью европейцев и широким внедрением банкнот и монет, изготовление тевау стало постепенно исчезать. В обращение на архипелаге был введен австралийский фунт, который в 1966 году был замещён австралийским долларом, а в 1977 году — долларом Соломоновых Островов. В ходу тевау были вплоть до 1970-х годов. Последний мастер, изготавливающий их, скончался в 1980 году. В настоящее время искусство изготовления тевау является утраченным.